# Nephrurus amyae
Espèce
Nephrurus amyae est une espèce de geckos de la famille des Carphodactylidae.

## Répartition
Cette espèce est endémique du Territoire du Nord en Australie. 

## Description

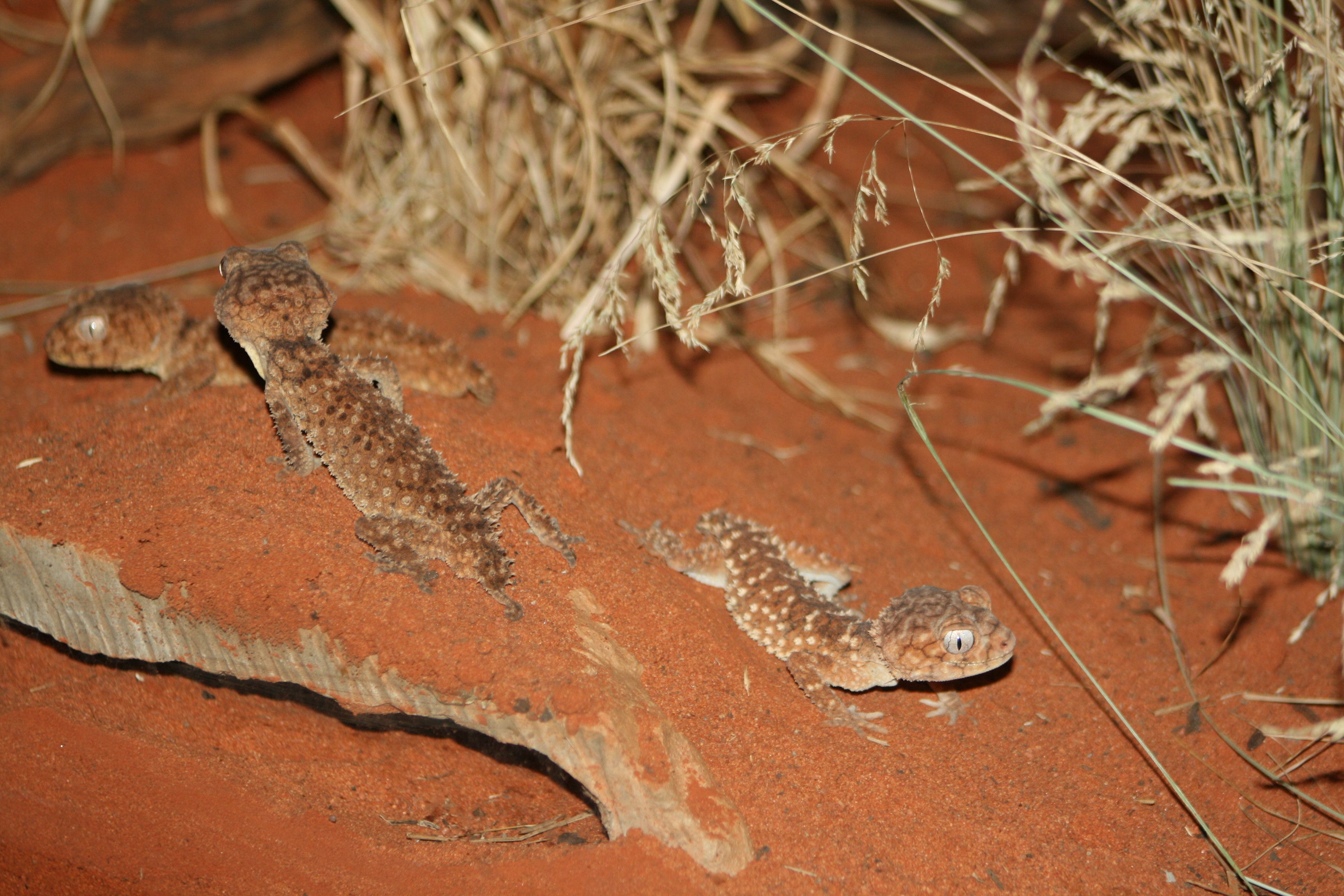
Exemples de Nephrurus amyae

C'est un gekko nocturne qui a une apparence massive, primitive. Il est de couleur marron-ocre, parfois presque orange, plus sombre sur le dessus. Le corps est couvert de protubérances ressemblant à de petites piques, surtout sur le dos, le cou et les pattes. Les yeux sont gris, avec un bourrelet de peau autour.

## Étymologie
Cette espèce est nommée en l'honneur d'Amy Couper (1993-), la fille de Patrick J. Couper.

## Publication originale
- Couper & Gregson, 1994 : Redescription of Nephrurus asper Gunther, and description of N. amyae sp. nov. and N. sheai sp. nov. Memoirs of the Queensland Museum, vol. 37, no 1, p. 53-67 (texte intégral).